# William Ware Theiss
William Ware Theiss (Medford, 20 de novembro de 1931 – Los Angeles, 15 de dezembro de 1992) foi um figurinista estadunidense de cinema e televisão, mais conhecido por seus trabalhos em Star Trek: The Original Series e Star Trek: The Next Generation.

## Biografia
Theiss nasceu em Medford, em Massachusetts, filho de Harold Theiss e Helen Freeman. A família viveu em Boston até 1941 e então se mudou para Bremerton, em Washington, durante a Segunda Guerra Mundial. Ele se formou no Centro de Arte da Faculdade de Desenho da Universidade Stanford em 1952 e em seguida serviu quatro anos na Marinha dos Estados Unidos, ficando designado principalmente em São Francisco mas também sendo enviado para o Oceano Pacífico. Durante este período testemunhou o teste de uma bomba de hidrogênio. Depois de ser dispensado teve uma breve e fracassada carreira artística em Nova Iorque.
Ele então estudou no Centro de Arte em Pasadena. Theiss trabalhou por um tempo como assistente pessoal do ator Cary Grant e então se tornou um artista aprendiz no Departamento de Arte de Divulgação na Revue Studios. Em seguida trabalhou na CBS nas novelas matutinas Full Circle e Clear Horizon. Em 1959 fez serviços não creditados no filme Spartacus e, com poucos trabalhos nos Estados Unidos, foi para a Europa trabalhar em outros filmes, incluindo The Pink Panther como "consultor de guarda-roupa". Voltou para casa e trabalhou em algumas séries de televisão e peças de teatro, inclusive peças de Ray Bradbury.
Sua amiga D. C. Fontana o apresentou ao produtor Gene Roddenberry em 1964 e este o contratou para trabalhar em Star Trek: The Original Series, seu primeiro trabalho como figurinista em uma série. Theiss trabalhou em The Original Series durante suas três temporadas, desenhando todos os figurinos usados pelos atores regulares e convidados. Seus desenhos, especialmente para as mulheres, ficaram marcados por serem sedutores e um tanto reveladores. Seu pensamento por trás dessas roupas ficou conhecido como a "Teoria de Excitação de Theiss", que dizia que "o grau em que um figurino é considerado sensual é diretamente proporcional ao quão propenso a acidentes ele parece ser". Ele também usava tecidos e abordagens incomuns para destacar o "quão alienígenas" os figurinos eram, muitas vezes sob grandes restrições de tempo e dinheiro.
Theiss depois disso trabalhou em filmes como Bound for Glory, pelo qual recebeu uma indicação ao Oscar de Melhor Figurino. Em 1978 foi trazido para trabalhar na série Star Trek: Phase II, mas esta foi cancelada antes da estreia e assim ele foi fazer Butch and Sundance: The Early Days, pelo qual recebeu outra indicação ao Oscar. Mais uma indicação ao Oscar veio com Heart Like a Wheel. Outros créditos durante as décadas de 1970 e 1980 incluem Harold and Maude, Goin' South e The Man with One Red Shoe.
Ele retornou à Star Trek em 1987 na série Star Trek: The Next Generation, sendo um de vários membros da equipe de The Original Series que Roddenberry chamou de volta. Theiss novamente criou todos os figurinos da série, vencendo o Prêmio Emmy do Primetime de Melhor Figurino para uma Série pelo episódio "The Big Goodbye". Ele deixou The Next Generation ao final da primeira temporada por estar sofrendo efeitos relacionados a AIDS. Theiss mesmo assim foi indicado ao Emmy novamente pela série junto com sua sucessora Durinda Rice Wood pelo episódio "Elementary, Dear Data" da segunda temporada. Ele morreu por complicações da AIDS em 15 de dezembro de 1992.